# Ángel Herrera
Ángel Herrera Vera (1957. augusztus 2. –) kubai amatőr ökölvívó.
Kétszeres olimpiai bajnok és kétszeres világbajnok.

## Eredményei
- 1976-ban olimpiai bajnok pehelysúlyban.
- 1977-ben kubai bajnok pehelysúlyban.
- 1978-ban kubai bajnok pehelysúlyban.
- 1978-ban világbajnok pehelysúlyban.
- 1979-ben kubai bajnok pehelysúlyban.
- 1980-ban ezüstérmes a kubai bajnokságban pehelysúlyban, a döntőben a harmatsúlyból feljövő háromszoros világbajnok Adolfo Hortától kapott ki és a vereség után könnyűsúlyban folytatta.
- 1980-ban olimpiai bajnok könnyűsúlyban.
- 1982-ben kubai bajnok könnyűsúlyban.
- 1982-ben világbajnok könnyűsúlyban.
- 1983-ban kubai bajnok könnyűsúlyban.
- 1983-ban ezüstérmes a pánamerikai játékokon könnyűsúlyban.
- 1984-ben kubai bajnok könnyűsúlyban.

267 mérkőzéséből: 255 győzelem, 12 vereség.